# Дерезня-Сольська
Дерезня-Сольська (пол. Dereźnia Solska) — село в Польщі, у гміні Білгорай Білґорайського повіту Люблінського воєводства. Населення — 717 осіб (2011).

## Історія
За даними етнографічної експедиції 1869—1870 років під керівництвом Павла Чубинського, у селі переважно проживали римо-католики, меншою мірою — греко-католики, які розмовляли українською мовою.
У 1975—1998 роках село належало до Замойського воєводства.

## Демографія
Демографічна структура станом на 31 березня 2011 року:
|          | Загалом | Допрацездатний вік | Працездатний вік | Постпрацездатний вік |
| -------- | ------- | ------------------ | ---------------- | -------------------- |
| Чоловіки | 366     | 83                 | 257              | 26                   |
| Жінки    | 351     | 72                 | 213              | 66                   |
| Разом    | 717     | 155                | 470              | 92                   |